# Lago di Tornow
Il lago di Tornow (in tedesco Tornower See) è un lago nella Ruppiner Schweiz, in Brandeburgo, circondario di Ostprignitz-Ruppin.

## Origine del nome
Tornow, denominazione anche di una borgata di Kragen, deriva dallo slavo tam, che sta per spina o per cespuglio spinoso. Nel 524 si trova un zu Tornow e nel 1541 ufm großen Sehe bei Tornow. Tornow fu originariamente un insediamento, andato devastato nel medioevo. 

## Geografia
Fa parte dell'area naturale protetta Ruppiner Seerinnen Kalksee, che a nord è formata dallo stesso Tornowsee, a sud del medesimo dai laghi Zermützelsee, Tetzensee, Molchowsee e dal Reno. La catena di laghi si estende per circa 40 km.
Il lago di Tornow confina a nord e ad est con morene terminali alte circa 100 m s.l.m., ad ovest con un lievemente digradante conoide di deiezione, alto fino a 60 m s.l.m., mentre la superficie lacustre sta a circa 38 m s.l.m.
Il Kalksee è ad esso collegato attraverso il Binenbach e al Zermützelsee il collegamento avviene oltre Rottstielfließ.

## Turismo
Il lago, navigabile, costituisce il terminale della via d'acqua che attraversa i laghi della Ruppiner Schweiz, con limitazioni alla navigazione d'imbarcazioni a motore. La vegetazione, ricca di faggeti e di prati molli rendono il paesaggio assai gradevole. A Rottstielfließ vi sono alcuni stabilimenti balneari ed un campeggio.
Sul Weilickenberg vicino al Boltenmühle gli archeologi hanno trovato tracce d'insediamenti risalenti all'età del bronzo. I reperti ivi rinvenuti sono esposti nel museo di Potsdam.

## Il lago nella letteratura
Nel racconto che lo scrittore tedesco del XIX secolo Theodor Fontane fece del suo viaggio nella Marca del Brandeburgo (Wanderungen durch die Mark Brandenburg) viene detto che egli passò anche da questo lago, percorrendovi intorno un tratto di circa sette chilometri.
Sull'estremità della riva settentrionale vi è il vecchio mulino di Boltenmühle, interamente bruciato nel 1992 e successivamente ricostruito come albergo per gitanti.